# Contra
Contra (в Европе — Probotector для NES и Gryzor для аркадного автомата и домашних компьютеров, в Японии — яп. 魂斗羅 Контора) — первая игра из одноимённой серии игр, вышедшая в 1987 году.
В 1988 году вышло продолжение под названием Super Contra.

## Сюжет

Процесс игры

Сюжет основывается на японской версии игры для Famicom.
12 сентября 2631 года неподалёку от Новой Зеландии падает метеорит. Спустя два года появляется некая террористическая организация под названием «Красный сокол» (англ. Red Falcon), поставившая перед собой задачу уничтожить всё человечество. База «Красного сокола» находится на некоем острове. Действие игры начинается, когда два бойца Билл Райзер (Bill «Mad Dog» Rizer) и Лэнс Бин (Lance «Scorpion» Bean), ставшие до этого Контра (бойцами, мастерски владеющими навыками ведения партизанской войны), высаживаются на остров, чтобы уничтожить базу и спасти мир.
По мере проникновения на вражескую территорию бойцы выясняют, что за организацией «Красный сокол» стоят инопланетные пришельцы, прибывшие на метеорите. Главной задачей героев становится нахождение логова пришельцев и уничтожение их сердца.
Выполнив поставленную задачу, бойцы улетают с взрывающегося острова на вертолёте.

## Игровой процесс
Оригинальная игра для аркадного автомата состоит из пяти уровней, которые весьма разнообразны по внешнему виду и достаточно разнятся по способам прохождения. Первый и пятый уровни проходятся слева направо, третий — снизу вверх, второй и четвёртый представляют собой коридор с видом из-за спины персонажа, причём эти два уровня необходимо пройти до истечения таймера.
Геймплей в игре насыщенный — множество различных противников, движущихся с разных сторон, стационарные пушки, турели, танки, падающие гранаты. Спрайты героев и врагов имеют большой размер и хорошую анимацию. В конце каждого уровня находится свой оригинальный «босс».
Играть можно в одиночку или вдвоём, с использованием пяти видов оружия. Доступные персонажи — Билл Райзер и Лэнс Бин.

### Оружие
Изначально игрок начинает игру с самым простым и слабым оружием — винтовкой, пули которой, так же как пули, выпускаемые техникой и снайперами противника, выглядят как маленькие белые точки и летят с невысокой скоростью; после гибели герой возрождается с ней же. Для стрельбы из автомата приходится постоянно нажимать на кнопку огня. Получить все остальные виды оружия, улучшение и некоторые другие бонусы можно, захватывая объекты, выглядящие как красная буква или символ с крылышками; буква соответствует типу оружия; на уровнях с видом сбоку они находятся в стационарно расположенных в некоторых местах контейнерах (которые выглядят как металлические ящики) и летающих по экрану контейнерах (которые выглядят как мини-дирижабли с эмблемой сокола) — чтобы содержимое контейнера выпало, в него нужно выстрелить; на уровнях с видом сзади они выпадают из убитых врагов в красном одеянии. При получении бонуса последнее оружие заменяется на оружие, соответствующее букве бонуса; переключиться на имевшееся ранее оружие невозможно; во внешнем виде оружия ничего не меняется, оно всегда выглядит как винтовка, меняется лишь вид того, чем стреляет оружие.

## История разработки
Впервые Contra вышла на аркадных автоматах в 1987 году (в Европе под названием Gryzor). Игра содержала в себе пять уровней: «Джунгли» (Jungle), «База 1» (Base 1), «Водопад» (Waterfall), «База 2» (Base 2) и «Логово пришельцев» (Alien‘s lair) (самый длинный уровень, условно разделяемый на три стадии с мини-боссами в конце каждой стадии). Имена персонажей были выбраны по именам актёров, снявшихся в фильме «Чужие» (Билл Пэкстон, Пол Райзер, Лэнс Хенриксен, Майкл Бин).

### Домашние компьютеры
В 1988 году Ocean Software лицензировала у Konami игру для портирования на домашние компьютеры Amstrad CPC, Commodore 64 и ZX Spectrum. Порты на этих платформах были выпущены в Европе в 1988 году под названием Gryzor. Игровой процесс этих игр полностью повторял аркадную версию. Художник Боб Уэклин в качестве основы для обложек портированных Ocean игр использовал постеры фильма «Хищник» с изображением Арнольда Шварценеггера. Эти иллюстрации позднее использовались при оформлении игр для NES и MSX2.
В версии для Amstrad CPC из-за ограничений платформы отсутствовали звуковые эффекты и горизонтальный скроллинг, игрок переходил от экрана к экрану на протяжении всех уровней. После победы над финальным боссом появляется экран с заставкой, согласно которой уничтожение сердца пришельцев активирует механизм самоликвидации, который взрывает всю Землю.
Версию для DOS разработала компания Banana Development Inc. В Северной Америке игра вышла под названием Contra, в Европе — Gryzor. Из-за технических ограничений IBM PC тех лет эта версия стала самым слабым портом из всех: из-за палитры CGA одновременно могло отображаться не больше 4 цветов, для звука использовался PC Speaker, а музыки не было вообще.

### NES
Версии для трёх основных регионов Konami выпустила под разными названиями: в Северной Америке — Contra, в Японии — 魂斗羅, в Европе — Probotector. Игра была сильно переработана, все уровни стали длиннее, изменились некоторые боссы в них, во втором и четвёртом уровнях (база 1 и база 2) был удалён лимит прохождения по времени, а последний пятый уровень был разделён на четыре обособленных уровня согласно их окружению (заснеженный лес, электростанция, ангар, логово пришельцев). Таким образом, в Contra для NES стало восемь уровней. Финальная заставка демонстрирует эвакуацию главных героев на вертолёте.
Самой качественной и полной версией стала японская, в которой благодаря использованию микросхемы собственной разработки Konami VRC2 присутствуют улучшенные спрайты, анимированный задний фон (на первом уровне трепещут листья деревьев; на пятом уровне от ветра колышутся ветки ёлок, иногда начинает идти снег; на восьмом уровне создаётся впечатление нахождения главных героев внутри живого организма). Также в японской версии присутствует небольшое интро, коротко описывающее сюжет игры, а перед началом каждого уровня отображаются анимационные вставки и карта острова.
В американской версии игры был изменён сюжет — местом действия стала Южная Америка, где в 1957 году потерпел крушение неизвестный летающий объект, события были перенесены в современность, а главные персонажи получили прозвища — Лэнс «Мэд Дог» и Билл «Скорпион».
Игра Probotector (название от robot и protector) была специально выпущена для Европы, поскольку в те годы в европейских странах (особенно в Германии) существовало ограничение на демонстрацию насилия в играх. Взятая за основу американская версия подверглась полной переработке: люди в игре были заменены роботами, был полностью переделан титульный экран под новое название. Концовка немного отличается от остальных версий — главные герои покидают разрушающийся остров на реактивном самолёте. Название Probotector будет использоваться во всех играх Contra, предназначенных для европейского рынка, вплоть до выхода Contra: Legacy of War (1996), когда все последующие игры серии станут издаваться под единым названием. Роботы в виде играбельных персонажей будут впредь появляться во всех играх оригинальной серии Contra.
В игре также появился знаменитый код Konami, дающий при активации 30 жизней игрокам.

### MSX2
Версия для MSX2 вышла только на территории Японии в 1989 году. Как и в версии для Amstrad CPC, в игре отсутствует скроллинг, игрок переходит от экрана к экрану.
Игра была существенно расширена: в ней насчитывается 19 уровней (причём битва с боссом считается отдельным уровнем). Первые девять уровней повторяют уровни из аркадной версии, все последующие происходят под землёй в логове пришельцев. У главного персонажа есть полоска жизни, можно переключаться между различными видами доступного в данный момент оружия. В отличие от аркадной версии, в эту игру можно играть только в одиночку и только за Билла Райзера. Финальный текст игры говорит о том, что, возможно, не все пришельцы были уничтожены, намекая на продолжение серии.

## Отзывы
| Сводный рейтинг | Сводный рейтинг |
| Агрегатор       | Оценка          |
| --------------- | --------------- |
| GameRankings    | 64,50 %         |

| Сводный рейтинг | Сводный рейтинг |
| Агрегатор       | Оценка          |
| --------------- | --------------- |
| GameRankings    | 62,20 %         |

В 2005 году версия игры для NES попала на 83-e место в списке ста лучших игр всех времён по версии сайта IGN и на 12-е место среди игр для NES. В конце 2010 года главный злодей игры «Red Falcon» («Красный Сокол») попал на 76 место в рейтинге «100 лучших преступников в компьютерных играх» по версии того же сайта.
Игра для NES также заняла 57-е место в списке 200 лучших игр по версии журнала Nintendo Power, издававшихся для консолей Nintendo (начиная с NES и заканчивая Nintendo GameCube).